# Папська комісія культурної спадщини Церкви

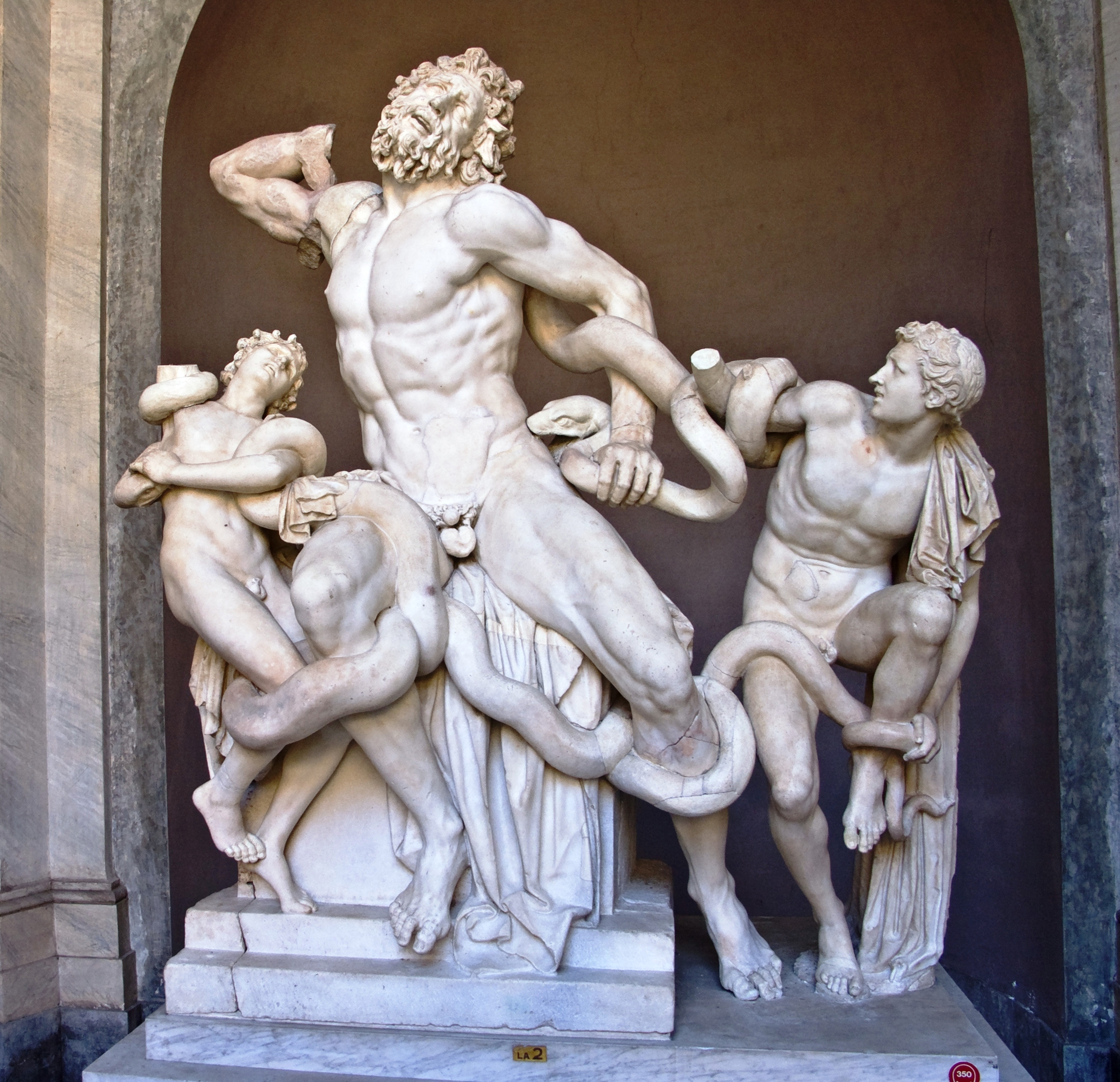
Скульптура Лаокоон та його сини в музеї Ватикану, яку доглядала Папська комісія

Па́пська комі́сія з культу́рної спа́дщини Це́ркви (лат. Pontificia Commissio de Patrimonio Artis et Historiae conservando) — колишня установа Римської курії, яка опікувалась історичною та художньою спадщиною всієї Церкви, що включає витвори мистецтва, історичні документи, книги, все, що зберігається в музеях, а також у бібліотеках та архіві. Комісія також співпрацює для збереження цієї спадщини з окремими Церквами та їх відповідними єпископськими організаціями.
Комісія створена з назвою Папська комісія для збереження художньої та історичної церковної спадщини з ініціативи Папи Римського Івана Павла II 28 липня 1988 року.
30 липня 2012 року Папа Римський Бенедикт XVI в Motu proprio Pulchritudinis fidei повідомив про своє рішення приєднати Папську комісію з культурної спадщини Церкви до Папської Ради з культури. Ухвала набула чинності 3 листопада 2012 року.

## Голови Папської комісії
- кардинал Антоніо Інноченті (8 жовтня 1988 — 1 липня 1991);
- кардинал Хосе Томас Санчес (1 липня 1991 — 4 травня 1993);
- кардинал Франческо Маркізано (4 травня 1993 — 13 жовтня 2003);
- кардинал Мауро П'яченца (13 жовтня 2003 — 7 травня 2007);
- кардинал Джанфранко Равазі (3 вересня 2007 — 2012).

## Виноски
1. ↑  Папську комісію з культурної спадщини об'єднано з Папською радою з культури. Архів оригіналу за 18 травня 2013. Процитовано 4 квітня 2013.